# Karpatiskt nejonöga
Karpatiskt nejonöga (Eudontomyzon danfordi) är en ryggsträngsdjursart som beskrevs av Regan 1911. Karpatiskt nejonöga ingår i släktet Eudontomyzon och familjen nejonögon. Inga underarter finns listade i Catalogue of Life. Artepitet i det vetenskapliga namnet hedrar Charles George Danford från Skottland.
Arten blir tidigast vid en längd av 14 cm könsmogen och de största exemplaren är 30 cm långa.
Larven har ingen fläckig yta. Andra arter av samma släktet är inte lika rovlevande. Vuxna djur är på ovansidan vid huvudet blågrå, längre bakåt grå till rosa och på undersidan vitaktiga. Liksom hos andra nejonögon liknar kroppsformen en ål.
Denna fisk förekommer i Karpaterna i vattendrag som mynnar i Donau som sedan mynnar i Svarta havet. Den hittas i Slovakien, Ungern, Serbien, Rumänien och Ukraina. Karpatiskt nejonöga är typisk för klara bäckar med mycket syre. Grunden i regioner där larven lever kan bestå av lera, grus eller klippor. Larvens utveckling varar vanligen i 3,5 till 4,5 år. Den har insektslarver och detritus som föda. Metamorfosen börjar i juli eller augusti och den varar i en till fem månader. Under följande våren börjar individen åter med föda. De vuxna exemplaren lever cirka ett år av mindre eller större fiskar och sedan sker äggläggningen mellan april och juni. Gamla exemplar dör efter första parningen. De dödar bytet och gnager på kroppsdelar eller de sväljer hela fisken. Fisken når i Slovakien 550 meter över havet och i Ukraina lever alla populationer ovanför 250 meter över havet.
Några populationer påverkas negativ av dammbyggnader eller vattenföroreningar. Hela populationen minskar lite men den är fortfarande stor. IUCN kategoriserar arten globalt som livskraftig.